# Église de la Rédemption de Hernals
Pour les articles homonymes, voir Église de la Rédemption.
L'église de la Rédemption de Hernals est une église catholique romaine, autrefois rattachée à la congrégation du Très Saint Rédempteur, à Hernals, le 17e Arrondissement de Vienne. Elle est consacrée à Sainte-Marie-auxiliaire.

## Architecture
La pseudo-basilique néogothique, construite à base de briques, est l'œuvre de l'architecte Richard Jordan. La façade sud avec son grand clocher est orientée vers une place. Au nord, elle est entourée par le couvent et son jardin. Sur les contreforts, on trouve des statues de Thérèse d'Avila, l'archange Michel, Léopold III d'Autriche et Marie-Madelaine. Ces statues et les reliefs des tympans sont le travail de Rochus Haas (de).

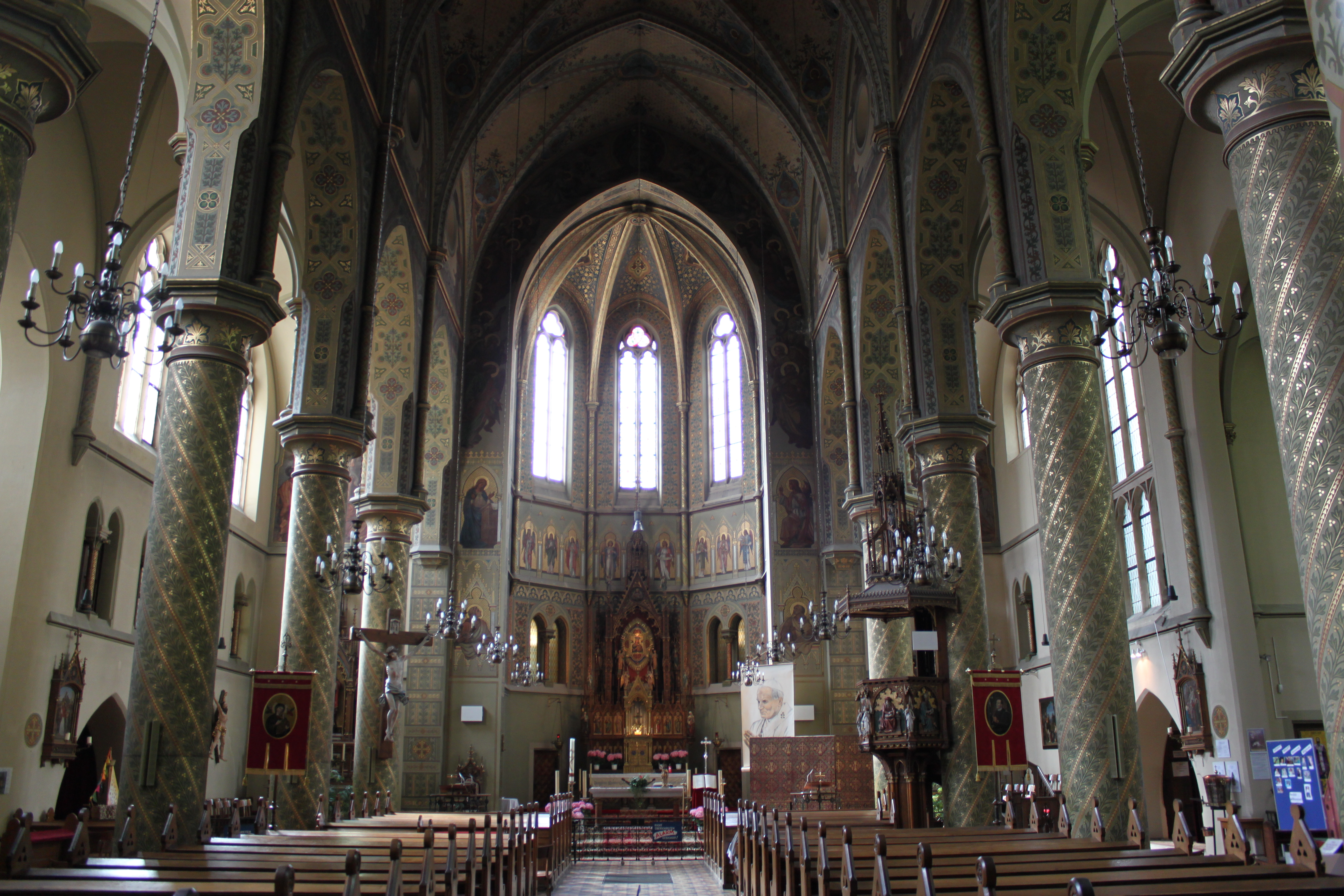
Intérieur de l'église

L'église rédemptoriste est un bâtiment classé. Les dessins de Richard Jordan pour cette église et celle de Gersthof (de) sont présentés à l'exposition universelle de 1900 à Paris. Le maître-autel et le chemin de croix sont l'œuvre de Max Schmalzl, membre de l'ordre rédemptoriste. L'autel dans la chapelle du clocher est dédié à Alphonse de Liguori, celui de la chapelle annexe à Clément-Marie Hofbauer. Une croix de Saint-André de la seconde moitié du XVIIIe siècle est attribuée à Josef Stammel (de). L'intérieur de l'église à trois nefs est décoré dans des tons verts et or.

## Histoire
L'église est construite entre 1886 et 1889 comme l'église du couvent des rédemptoristes. Elle devient église paroissiale en 1937.
Le bâtiment est endommagé par les bombardements en 1944 et 1945. En 1954, le clocher est restauré et les cloches remises en 1957. En 1974, l'intérieur est restauré. Une partie de l'ancien orgue de 1891 est réutilisée pour un nouveau construit en 1983 par Rieger Orgelbau.

## Source, notes et références
1. ↑  Verordnung des Bundesdenkmalamtes betreffend den 17. Wiener Gemeindebezirk Hernals vom 1. Februar 2008 (PDF; 24 kB)
2. ↑  http://www.architektenlexikon.at/de/264.htm, abgerufen am 25. Juni 2009
3. ↑  Dehio-Handbuch Wien. X. bis XIX. und XXI. bis XXIII. Bezirk. Hrsg. v. Bundesdenkmalamt. Anton Schroll, Wien 1996,  (ISBN 3-7031-0693-X), S. 422–424

- (de) Cet article est partiellement ou en totalité issu de l’article de Wikipédia en allemand intitulé « Redemptoristenkirche (Hernals) » (voir la liste des auteurs).